# Manu Douette
Emmanuel (Manu) Douette (Borgworm, 28 juli 1977) is een Belgisch politicus voor de liberale MR.

## Levensloop
Na zijn middelbare studies in Hannuit behaalde Douette een graduaat in de wetenschappen (biologie, chemie, fysica en aardrijkskunde) en een aggregaat in het lager secundair onderwijs aan de Haute Ecole Charlemagne - Les Rivageois in Luik. Hij werd beroepshalve leraar wetenschappen aan het Koninklijk Atheneum van Geldenaken, alsook medezaakvoerder van de bouwonderneming van zijn familie. 
Als adolescent raakte hij gepassioneerd door de politiek. Hij sloot zich aan bij de PRL, de voorloper van de MR, en werd voorzitter van de lokale jongerenafdeling van de partij in Hannuit. 
In oktober 2000 werd Douette verkozen tot gemeenteraadslid van Hannuit. Van 2001 tot 2015 was hij schepen van de gemeente, waarbij hij bevoegd was voor onderwijs, jeugd, kinderopvang, sport, openbare gebouwen, parken en plantsoen. Daarnaast was hij van 2006 tot 2007 en van 2014 tot 2015 was Douette waarnemend burgemeester van Hannuit, toen titelvoerend burgemeester Hervé Jamar minister was. In 2015 werd Hervé Jamar provinciegouverneur van Luik en nam hij ontslag als burgemeester. Douette volgde hem in oktober 2015 op en is sindsdien effectief burgemeester van de gemeente.
In mei 2019 werd hij eveneens verkozen tot lid van het Waals Parlement, als verkozene voor het arrondissement Hoei-Borgworm. Zodoende kwam hij ook in het Parlement van de Franse Gemeenschap terecht. In het Waals Parlement werd hij lid en van 2023 tot 2024 ondervoorzitter van de commissie Energie, Klimaat en Mobiliteit, in het Franse Gemeenschapsparlement zetelde hij in de commissie Onderwijs. Bij de Waalse verkiezingen van juni 2024 werd hij niet herkozen.
Sinds 2021 is Douette eveneens voorzitter van de MR-federatie van het arrondissement Hoei-Borgworm.